# Chiavenna
Chiavenna (lombardul: Ciavenna, romansul: Clavenna, németül: Kleven) település Olaszországban, Sondrio megyében. Lakosainak száma 7236 fő (2023. január 1.). Chiavenna Mese, Piuro, Prata Camportaccio és San Giacomo Filippo községekkel határos.

## Népesség
A település népességének változása:
| Lakosok száma | 7347 | 7313 | 7236 |
|               | 2017 | 2018 | 2023 |